# Bàscara
Bàscara ist ein Ort und eine Gemeinde (municipi) mit 1.057 Einwohnern (Stand: 2024) in der Provinz Girona in der Autonomen Region Katalonien. Sie liegt in der Comarca Alt Empordà.

## Lage
Der Ort Bàscara liegt auf einer kleinen Anhöhe über dem Südufer des Riu Fluvià in einer Höhe von etwa 65 Metern ü. d. M. etwa 40 Kilometer (Fahrtstrecke) südlich des spanisch-französischen Grenzorts Le Perthus; die Provinzhauptstadt Girona ist weitere 27 Kilometer in südwestlicher Richtung entfernt. Zur Gemeinde gehören auch die Dörfer Orriols, Calabuig und Les Roques.

## Bevölkerungsentwicklung
| Jahr      | 1960 | 1970 | 1981 | 1990 | 2000 | 2014 |
| Einwohner | 825  | 811  | 734  | 770  | 822  | 949  |

Im 19. Jahrhundert hatte die Gemeinde meist deutlich über 1000 Einwohner. Die Reblauskrise im Weinbau und die Mechanisierung der Landwirtschaft führten in der ersten Hälfte des 20. Jahrhunderts zu einem Verlust von Arbeitsplätzen und zu einem kontinuierlichen Absinken der Einwohnerzahlen bis auf die Tiefststände in den 1980er und 1990er Jahren. Das Wiederansteigen der Bevölkerungszahlen ist auf die insgesamt positive wirtschaftliche Entwicklung in Katalonien zurückzuführen.

## Wirtschaft
Landwirtschaft und Weinbau bilden die Haupterwerbszweige der Einwohner. Seit den 1960er Jahren hat sich der Tourismus in Form der Vermietung von Ferienwohnungen zu einer wichtigen Einnahmequelle entwickelt. 

## Geschichte
Die erste Erwähnung des Ortsnamens (Villa Baschara) stammt aus dem Jahr 817; zu dieser Zeit gehörte Bàscara zum Bistum Girona. Eine Kirche ist erstmals im Jahr 1020 erwähnt. Im 13./14. Jahrhundert wurde der Ort mit einer Stadtmauer umgeben. Während des Reunionskrieges besetzten im Jahr 1684 französische Truppen den Ort. Ähnliches geschah unter Napoleon Bonaparte in den Jahren 1808/09. Der barocke Schnitzaltar der Kirche Sant Iscle aus dem Jahr 1698 ging während der Zerstörung der Kirche im Spanischen Bürgerkrieg (1936) verloren.

## Sehenswürdigkeiten
Bàscara

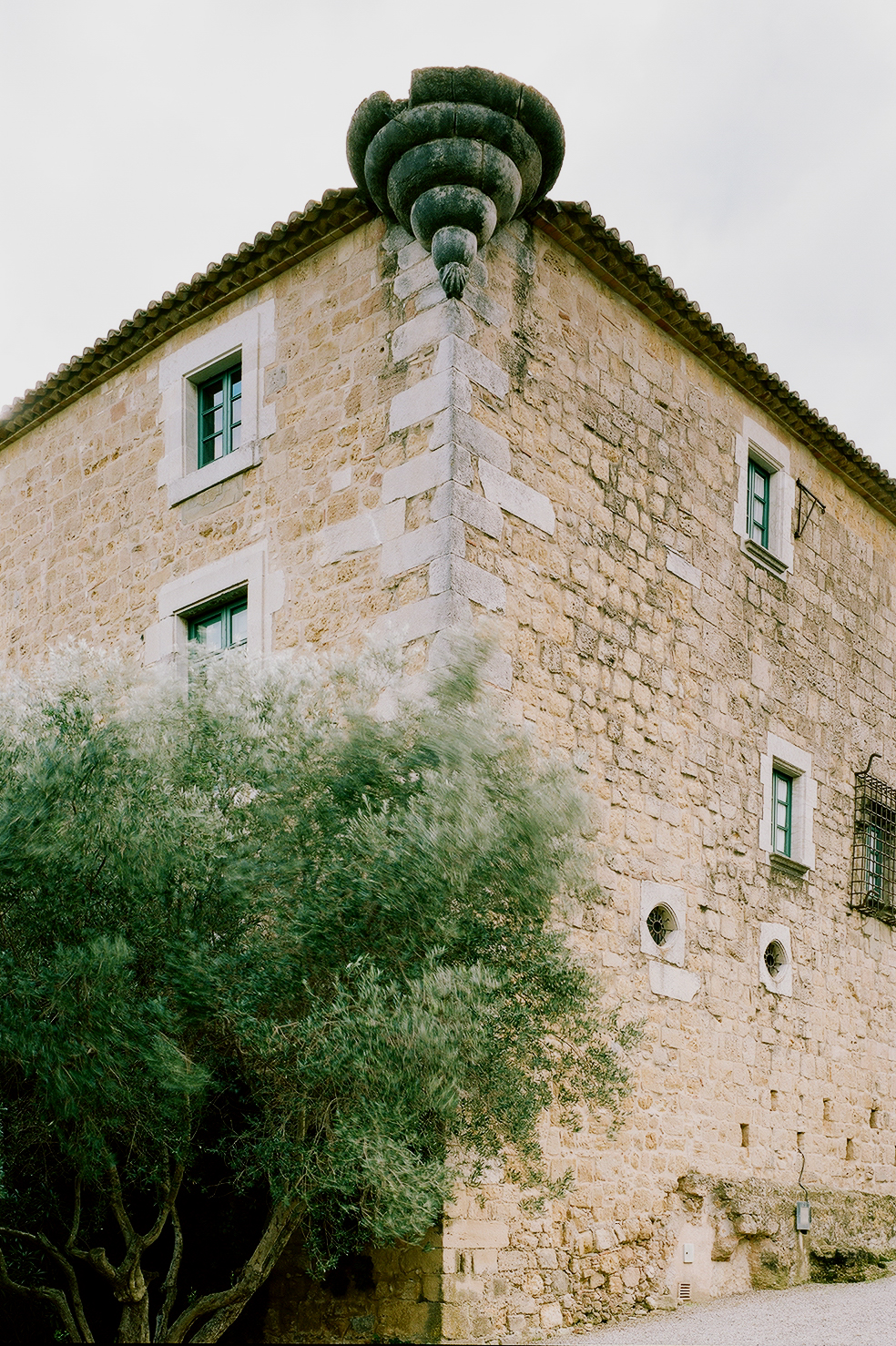
Castell Palau d'Orriols

- Die einschiffige Pfarrkirche Sant Iscle ist ein Bau des 12./13. Jahrhunderts, der allerdings im 18. und 19. Jahrhundert gründlich überarbeitet wurde. Der Glockenturm mit seiner Zinnenbrüstung macht einen wehrhaften Eindrück. Das im Jahr 1936 zerstörte Innere birgt heute eine einfache barocke Ausgestaltung; das moderne Apsisfenster zeigt Anklänge an die Kunst Joan Mirós.
- Reste der mittelalterlichen Stadtmauer (muralles) sind erhalten.

Calabuig
- Die Kirche Sant Feliu ist bereits im 12. Jahrhundert erwähnt; sie könnte zu einer Burg gehört haben.
- Zwei Kilometer südöstlich des kleinen Weilers stehen die Reste des mittelalterlichen Priorats Sant Nicolau.

Orriols
- Die ehemalige Pfarrkirche Sant Genís zeigt noch einige romanische Teile.
- Das Castell-Palau d’Orriols ist ein auf rechteckigem Grundriss angelegter Renaissance-Palast des 17. Jahrhunderts mit Innenhof und mittelalterlichen Reminiszenzen. Er dient heute zu Veranstaltungszwecken.